# Lijst van Marokkaanse politieke partijen
Dit is een lijst van Marokkaanse politieke partijen.

## Huidige partijen

### Nationaal
- Partij voor Rechtvaardigheid en Ontwikkeling (Parti de ja justice et du dévéloppement, PJD), conservatief, islamitisch en socialistisch.
- Nationale Vereniging van Onafhankelijken (Rassemblement national des indépendants, RNI)
- Volksbewegingspartij (Mouvement populaire, MP), liberaal en nationalistisch.
- Socialistische Unie van Volkskracht (Union socialiste des forces populaires, USFP), progressief en socialistisch.
- Constitutionele Unie (Union constitutionnelle, UC), liberaal.
- Partij van de Vooruitgang en Socialisme (Parti du progrès et du socialisme, PPS), progressief en socialistisch.
- Partij van de Authenticiteit en Moderniteit (Parti authenticité et modernité, PAM), progressief en sociaal-liberaal.
- Istiqlal Partij (Parti de l'Istiqlal, PI), conservatief en nationalistisch.
- Democratische en Sociale Beweging (Mouvement démocratique et social, MDS), liberaal.
- GroenLinks (Parti de la gauche verte, PGV), ecologisme.
- Verenigde Socialistische Partij (Parti socialiste unifié, PSU), socialistisch.

### Regionaal
- Federatie van het Democratische Links (Fédération de la gauche démocratique, (FGD))

## Voormalige partijen
- Marokkaanse Communistische Partij (Parti communiste marocain, PCM)
- Front voor de Bescherming van Constitutionele Instituties (Front pour la défense des institutions constitutionelles, FDIC)
- Sociaaldemocratische Partij (Parti socialiste démocratique, PSD)
- Partij voor het Milieu en de Ontwikkeling (Parti de l'environnement et du développement, PED)
- Alliantie van Vrijheden (Alliance des libertés, ADL)
- Marokkaans-Berberse Democratische Partij (Parti démocratique amazigh marocain, PDA)
- Arbeiderspartij (Parti travailliste, PT)
- Socialistische Partij (Parti Socialiste, PS)
- Marokkaanse Piratenpartij (Parti pirate marocain, PPM)